# Marcelo Barticciotto
Marcelo Pablo Barticciotto Cicaré est un footballeur argentin, né le 1er janvier 1967 à Avellaneda, Argentine. Il est naturalisé chilien en 1998. Attaquant, il fait pratiquement toute sa carrière dans le club de Colo Colo.
Il détient jusque fin 2007 (conjointement avec Raúl Ormeño, David Henríquez et Luis Mena) le record du nombre de victoires (7) dans le championnat chilien. Il remporte la Copa Libertadores et la Copa Interamericana, avec ce club.
Il entame une carrière d'entraîneur qui le mène en finale du tournoi de clôture 2007 avec Universidad de Concepción. Il quitte début août 2008 ce club pour devenir à la fin du même mois entraîneur de Colo Colo, pendant le tournoi de clôture. Il décroche à la fin de celui-ci un huitième titre avec Colo Colo, grâce à la victoire face à Palestino, lors de la finale du tournoi.